# أثيل (اسم)
أَثِيل هو اسم علم مؤنث من أصل عربي، جاء الاسم على صيغة فعيل، ومعناه هو الأصيلة، ذات المجد، العريقة في الشرف.

## الأصل اللغوي
وأَثَلَ يأْثِل أُثولًا وتَأَثَّل: تأَصَّل. وأَثَّل مالَه: أَصَّله. وتَأَثَّل مالًا: اكتسبه واتخذه وثَمَّره. وأَثَّل اللهُ مالَه: زكاه. وأَثَّل مُلْكَه: عَظَّمه. وتَأَثَّل هو: عَظُم. وكلُّ شيء قديم مُؤَصَّلٍ: أَثيلٌ ومُؤَثَّل ومُتأَثِّل، ومال مؤَثَّل. والتَّأَثُّلُ: اتخاذ أَصل مال. وفي حديث النبي ﷺ أَنه، قال في وصيّ اليتيم: إِنه يأْكل من ماله غَيْرَ مُتَأَثِّل مالًا؛ قال: المتأَثل الجامع، فقوله غير متأَثل أَي غير جامع، وقال ابن شميل في قول النبي ﷺ: ولمن وليها أَنْ يَأْكُل ويُؤْكِلَ صَديقًا غيرَ مُتَأَثِّلٍ مالًا، يقال: مال مُؤَثَّل ومَجْدٌ مؤثَّل أَي مجموع ذو أَصل.